# Catenochytridium
Catenochytridium — рід грибів родини Endochytriaceae. Назва вперше опублікована 1939 року.

## Класифікація
До роду Catenochytridium відносять 6 видів:
- Catenochytridium carolinianum
- Catenochytridium hemicysti
- Catenochytridium kevorkianii
- Catenochytridium laterale
- Catenochytridium marinum
- Catenochytridium oahuense